# Dreistachler
Die Dreistachler (Triacanthidae) sind eine Familie in der Ordnung der Kugelfischverwandten (Tetraodontiformes). 

## Merkmale
Sie besitzen einen leicht gestreckten, seitlich zusammengedrückten Körper, der von kleinen, rauen Schuppen bedeckt ist. Die Mundöffnung ist klein. Wie bei ihren Verwandten, den Drückerfischen und Feilenfischen, ist der erste Strahl der ersten hartstrahligen Rückenflosse zu einem starken Stachel ausgebildet. Zusätzlich haben sie anstelle der Bauchflossen je einen Stachel, wodurch sie ihren Namen erhielten. Ihre Schwanzflosse ist tief gegabelt und, anders als bei allen anderen Kugelfischähnlichen, das Hauptantriebsorgan. Dreistachler werden 15 bis 28 Zentimeter groß, ihre Färbung ist silbrig.
Flossenformel: Dorsale 1 V, Dorsale 2 14–21, Anale 13–22

## Lebensweise
Über die Lebensweise der Dreistachler ist wenig bekannt. Sie leben im Indopazifik. Alle außer Triacanthus  biaculeatus sind Hochseefische, die nur gelegentlich in Küstennähe kommen. Triacanthus  biaculeatus lebt vom Persischen Golf entlang der asiatischen Küsten bis nach Japan und an den Küsten Süd- und Ostaustraliens im Meer- und Brackwasser.

## Systematik

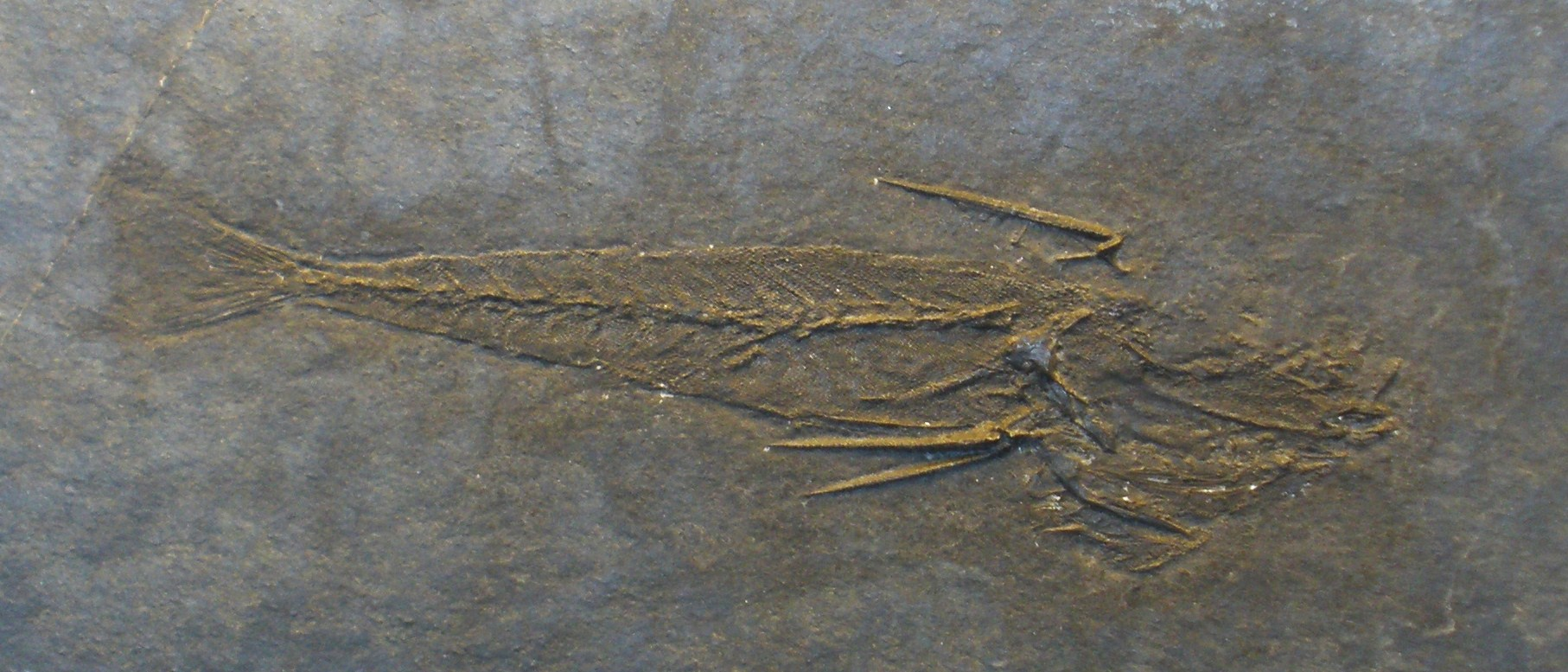
Acanthopleurus serratus

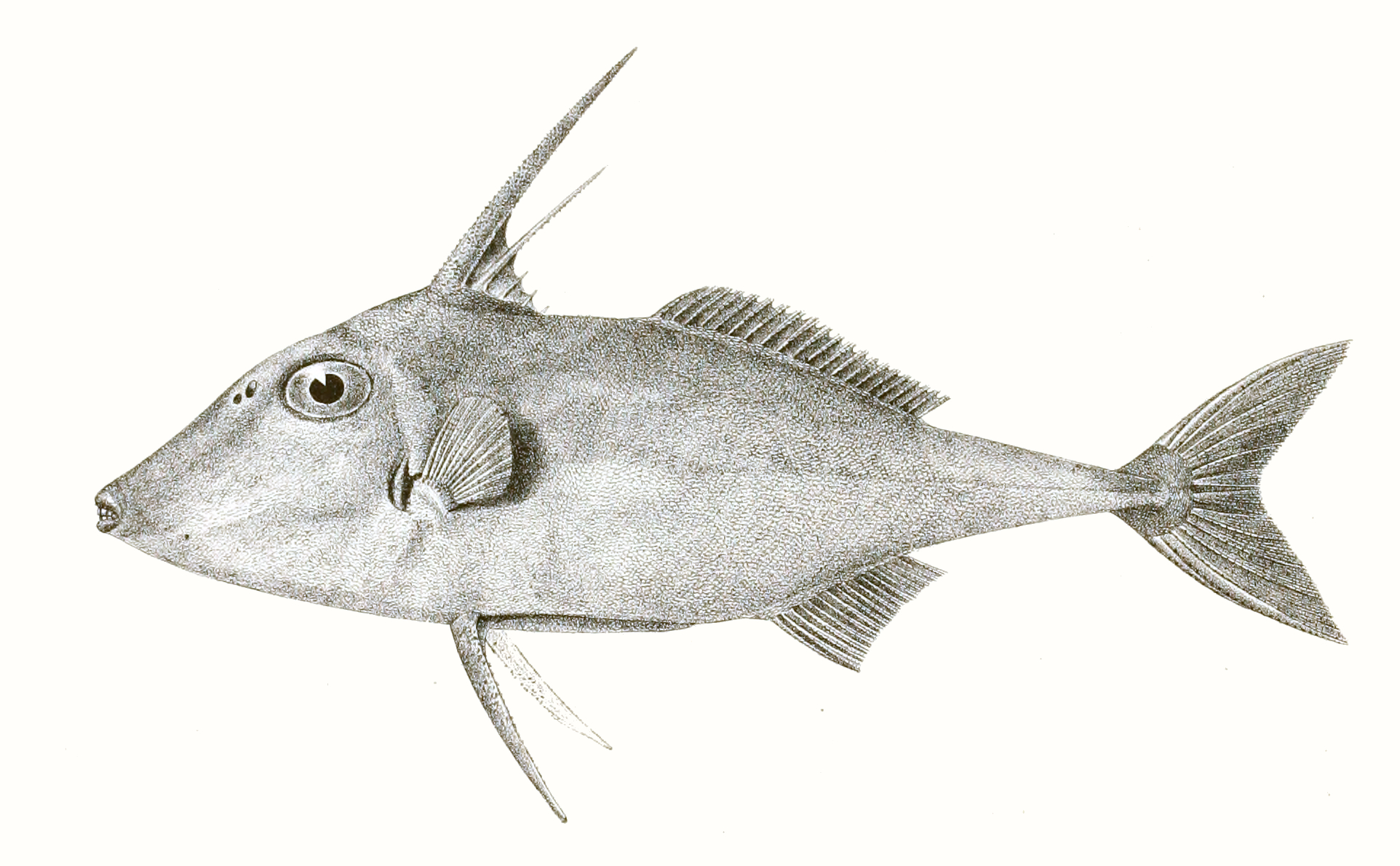
Pseudotriacanthus strigilifer

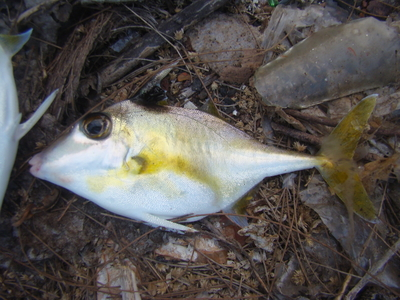
Triacanthus nieuhofii

Es gibt vier rezente Gattungen mit sieben Arten. Zudem sind zwei ausgestorbene Gattungen bekannt.
- † Acanthopleurus
- † Protacanthodes (Eozän)
- Pseudotriacanthus Fraser-Brunner, 1941
  - Pseudotriacanthus strigilifer (Cantor, 1849)
- Triacanthus Oken, 1817
  - Triacanthus biaculeatus (Bloch, 1786)
  - Triacanthus nieuhofii Bleeker, 1852
- Tripodichthys Tyler, 1968
  - Tripodichthys angustifrons (Hollard, 1854)
  - Tripodichthys blochii (Bleeker, 1852)
  - Tripodichthys oxycephalus (Bleeker, 1851)
- Trixiphichthys Fraser-Brunner, 1941
  - Trixiphichthys weberi (Chaudhuri, 1910)